# A.J. Warren
A.J. Warren was een Engels filatelist. Zijn naam is verbonden aan de plaatreconstructies van de eerste emissie Nederland. Dit was in feite zijn levenswerk. Zijn verzameling is opgenomen in de collectie van het Museum voor Communicatie.
Juist Engelse filatelisten hielden zich bezig met plaatreconstructies van de eerste emissie Nederland, omdat de plaatreconstructies van de eerste emissie van Groot-Brittannië wel heel gemakkelijk waren door het gebruik van hoekletters. De eerste emissie Nederland was een grotere uitdaging, te meer ze al ervaring hadden met plaatreconstructies.